# Уоткинс, Роджер
Роджер Майкл Уоткинс (англ. Roger Michael Watkins; 17 сентября 1948, Бингемтон, Нью-Йорк — 6 марта 2007, Эпалейкин, Нью-Йорк) — американский кинорежиссёр, наиболее известный по картине «Последний дом на тупиковой улице» 1973 года. Он также снял несколько фильмов для взрослых с участием таких актёров как Джейми Гиллис, Ванесса дель Рио и Саманта Фокс.
Большинство его картин снято под различными псевдонимами.

## Биография
Уоткинс родился в Бингемтоне, Нью-Йорк. В 1971 году он окончил Университет штата Нью-Йорк в Онеонте со степенью бакалавра по английской литературе. Во время учебы он побывал в Англии, где работа у кинорежиссера Фредди Фрэнсиса. По возвращении в США он продолжил свою работу с кино, сотрудничая с Отто Преминджером и Николасом Рэем. Он женился на Марсии Эллиотт в 1972 году, в браке с которой родилось двое детей.
В 1973 году представил фильм «Последний дом на тупиковой улице», режиссёром и сценаристом которого он являлся. В конце 1970-х начал работать в индустрии кино для взрослых, написав сценарий к фильму «Мистика» (1979) режиссёра Роберты Финдли. В следующем году он начал писать и снимать полнометражные фильмы для взрослых под псевдонимом Ричард Малер. Его самые известные фильмы для взрослых, среди которых «Её звали Лиза» (1980), «Полуночная жара» (1983), «Коррупция» (1983) и «Американский Вавилон» (1985), являются скорее артхаусным кино, чем порнографией.
Уоткинс умер в своем доме в Эпалейкине, Нью-Йорк, 6 марта 2007 года в возрасте 58 лет.

## Фильмография
| Год  | Название                         | Роль     | Роль      | Роль     | Роль  |
| Год  | Название                         | Режиссёр | Сценарист | Продюсер | Актёр |
| ---- | -------------------------------- | -------- | --------- | -------- | ----- |
| 1976 | Доктора                          |          |           |          | Да    |
| 1977 | Последний дом на тупиковой улице | Да       | Да        | Да       | Да    |
| 1979 | Мистика                          |          | Да        |          |       |
| 1980 | Розовые леди                     | Да       | Да        |          |       |
| 1980 | Тени разума                      | Да       | Да        |          |       |
| 1980 | Её звали Лиза                    | Да       | Да        |          |       |
| 1981 | Плевательница                    | Да       | Да        |          |       |
| 1981 | День из жизни… космополиток      | Да       | Да        |          |       |
| 1983 | Коррупция                        | Да       | Да        | Да       |       |
| 1983 | Полуночная жара                  | Да       | Да        |          |       |
| 1984 | Бурильщик: сексуальный триллер   |          |           |          |       |
| 1986 | Мстящий                          |          |           | Да       |       |
| 1986 | Скорпион                         |          |           | Да       |       |
| 1986 | Хребет                           |          |           |          | Да    |
| 1987 | Американский Вавилон             | Да       | Да        |          |       |
| 1988 | Декаданс                         | Да       | Да        |          |       |